# جيرارد ماير (طبيب)
جيرارد ماير (بالهولندية: Gerard Meijer)‏ هو طبيب هولندي، ولد في 12 أغسطس 1935.